# 幹てつや
幹 てつや（みき てつや、1967年7月5日 - ）は、日本の芸人である。本名:佐川 顕一朗（さがわ けんいちろう）。
大阪府豊中市出身。吉本興業東京本社所属。大阪体育大学卒業。

## 人物
「キー坊」という名前のショルダーキーボードを手に「♪ミ〜キ ミキ ミ〜キ ミキテツヤ」と自分の名前を歌いながら連呼し、歌いながらネタを繰り出すことが多い（自身は「キー坊」を相方とみなしている）。師匠は落語家の六代桂文枝。ディズニーのファンであり、名前の由来はミッキーマウスに引っ掛けたのが由来。
キーボードネタでボキャブラ天国のキャブラーとして有名になったが、ランクはほぼ毎回下位であった。上位にランクされた時には思わず感涙した事もあった。
「歌う理科のお兄さん」としてサイエンスショーで全国を回ったり、役者としても活動。またキングオブコントの司会や、お笑いの講師などもこなす。
矢沢永吉の熱狂的なファンでもあり、現在は矢沢永吉のモノマネを中心に、妻でもある浜崎あゆみのモノマネ芸人・あゆと漫才コンビ『かりすま〜ず』で活動中。また即興コント『よしもとセカンドシティ』のメンバーとして本場シカゴのSecond Cityの舞台にも日本人初として立っている。
アルバイト時代から飲食店を任されていたが、コロナ禍に突入し、2021年4月に閉店。2016年に出演した『鴨川食堂』にて俳優の萩原健一から、『芸人さんは独特の間を培っていて、それが役者に生かされる。それが武器になるから、君は役者を続けた方がいいよ』とアドバイスされ、また文枝からの優しい励ましの言葉も頼りに、以前から志していた本格的な俳優活動をする決心を固める。同年から、舞台やミュージカルに出演している。

## 略歴
- 高校時代 - バレーボールで大阪府優秀選手賞。
- 1988年 - 日本たばこ女子バレー部アシスタントコーチを数ヶ月間務める。
- 1988年11月 - 桂三枝（後の六代桂文枝）に入門。
- 1990年 - 漫才コンビ「新選組」結成。 
  - 1991年2月16日 - 新選組として「第21回NHK上方漫才コンテスト」本選進出。
  - 1991年8月23日 - 新選組として「第12回今宮子供えびすマンザイ新人コンクール」 決勝進出。
- 1989年4月 - 1992年3月 - 高等学校でバレーボールを指導。
  - 1990年4月 - 1991年3月 - 関西大学第一高等学校バレー部コーチ。
- 1993年4月 - ピン芸人「幹てつや」として活動開始。
- 1996年 - アトランタオリンピック女子バレーボールチーム壮行試合エキシビジョンマッチ出場、ビーチバレー「ぴあカップ大会」出場。
- 1997年 - 1999年 - 『ボキャブラ天国』シリーズにキャブラーとしてレギュラー出演。
- 2007年 - 『くりぃむナントカ』の芸能界ビンカン選手権において、8年ぶりのバラエティ出演。
- 2008年 - 『ボキャブラ天国復活祭』で約10年ぶりにネタ披露する。
- 2012年 - 主に浜崎あゆみのモノマネをする女性芸人・あゆとのコンビ『かりすま〜ず』を結成して活動。
- 2014年12月8日 - あゆと入籍。
- 2015年5月- シカゴにある即興コントの本場 「Second Sity」でインプロを学び、日本人初として「Second Sity」の舞台に立つ。
- 2016年 - NHK BSプレミアム『鴨川食堂』全8話に連ドラ レギュラー出演。萩原健一、岩下志麻らと共演。
- 2016年10月19日 - あゆが妊娠7ヵ月であることを公表[2]。
- 2017年1月27日 - 第一子となる男児の誕生を発表した[3]。
- 2017年2月 - 芸名を「ミッキーボード」に改名した事をテレビ番組にて報告する[4]が、半年ほどで自分で言うのが恥ずかしくなり「幹てつや」に戻す。
- 2020年 - 第二子が誕生。

## 出演番組
かりすま〜ずとしての出演はかりすま〜ず#出演を参照。

### テレビ
- MBS金曜スペシャル オール・ザッツ・漫才〜漫才一本にかけるオール阪神・巨人〜（MBSテレビ、1990年12月7日） - 新選組として
- 爆笑GONGSHOW（関西テレビ） - 新選組として
- 爆笑BOOING（関西テレビ） - 4週勝ち抜き
- 超爆笑BOOING（関西テレビ）
- ボキャブラ天国（フジテレビ、1997年2月19日 - 1999年4月24日） - キャッチコピーは「歌う阪急電車」→「歌う阪急電車下り線」
- サイエンス・ゴーゴー（NHK教育テレビ）
- 笑っていいとも（フジテレビ、1998年） - コーナーゲスト
- 笑林寺2（TBS、2003年8月）
- スーパー知恵MON（TBS） - レポーター
- GSO（フジテレビ）
- 夕方5時です千客万来（NHK） - 司会
- おはよう朝日です（ABCテレビ） - レポーター
- 幹てつやの歌ってナンボ（テレビ大阪） - 司会
- くりぃむナントカ（テレビ朝日、2007年）
- シルシルミシル（テレビ朝日、2011年）
- ダウンタウンなう （フジテレビ、2016年） - はしご酒
- クイズ☆スター名鑑 （TBS、2016年）
- 歴史漫才 ヒストリーズ・ジャパン（東名阪ネット6、2017年7月 - 9月） - 毛利敬親、幸徳秋水 役

#### テレビドラマ
- マリア（TBS、第8話）
- 西村京太郎サスペンスドラマ「十津川警部」（TBS）
- 鴨川食堂（NHK BSプレミアム）

#### ラジオ
- ABCミュージックパラダイス（朝日放送、2004年1月26日）
- NHK-FM大阪「サタデーホットリクエスト」（2004年1月17日）
- MBSヤングタウン（毎日放送、月曜日）
- 日産ポップ対歌謡曲（朝日放送）
- キャラメル百貨店（ラジオ関西）
- 爆笑問題の日曜サンデー（TBSラジオ、2015年10月25日） - かりすま〜ずでの出演

### インターネット番組
- 街録ch〜あなたの人生、教えて下さい〜（YouTube番組、2021年）

## 舞台
- 吉本新喜劇（1993年 - 1997年）
- 元禄夢一座（2004年）
- 名古屋御園座（2006年）
- リスプロデュース公演「ギャグの穴〜2008〜」
- 吉本百年物語　笑う門には、大大阪（2012年7月）
- ブイラボミュージカル　「The 百人一首 shoW_2021夏」(2021年8月)

## CM
- テイクアンドギヴ・ニーズ（アーセンティア迎賓館「ねむねむ」篇、結婚式司会者役、2004年、第44回ACC賞入賞・東北地域）
- 松下電器産業
- 三共ジョーシン（上新電機北陸フランチャイズ）
- ぴあ（ラジオCM）

## テレビアニメ
- きんだーてれび「あわじしまの七福神」（2020年10月5日 - 、きんだーてれび枠内ショートアニメ） - 福禄寿 役

## 映画
- わたしかもしれない（仮題）（2025年公開予定） - 深山賢二 役[5][6][7]

## ディスコグラフィー

### シングル
- ミキミキミ〜キ幹てつや（キラキラレコード）
- 明日はきっと（キラキラレコード、1998年12月2日）

＊夫婦坂~Sadame~

### アルバム
- サイエンス・ゴーゴー（キングレコード、2003年9月26日）